# Proailurus
Proailurus là một chi thú ăn thịt tuyệt chủng sống ở châu Âu và châu Á khoảng 25 triệu năm trước, trong Oligocen muộn và Miocen muộn. Hóa thạch được tìm thấy ở Mông Cổ, Đức và Tây Ban Nha. Proailurus có cơ thể nhỏ gọn, chỉ lớn hơn mèo nhà một ít, nặng khoảng 20 lb (9 kg).

## Từ nguyên
Tên gọi Proailurus là từ tiếng Hy Lạp cổ πρό (pro) nghĩa là trước và αἴλουρος (ailuros) nghĩa là mèo.